# مصطفی ارتان
مصطفی ارتان (ترکی استانبولی: Mustafa Ertan; ۲۱ آوریل ۱۹۲۶ – ۱۷ دسامبر ۲۰۰۵) بازیکن و مربی فوتبال اهل ترکیه بود.
از باشگاه‌هایی که در آن بازی کرده‌است می‌توان به باشگاه فوتبال آنکاراگوچو و باشگاه فوتبال بشیکتاش اشاره کرد.
وی همچنین در تیم ملی فوتبال ترکیه بازی کرده‌است.